# 雪影-setsuei-
『雪影-setsuei-』（せつえい）は、2006年3月24日にSilver Bulletより発売された18歳未満購入禁止（18禁）のアダルトゲーム）。初回特典は作品主題歌「雪催い」が収録されたマキシシングル。Siver Bulletブランドの処女作品。

## 物語の舞台
本作品の基本舞台となる上山(かみのやま)は雪深い田舎町。それなりの規模の町だが、ほんの少し山間に入れば、殆ど人の住まない地域が広がっている。古い伝承が今も細々と残っている他は、とりたてて見るべきものもない土地。毎年暮れに「霜神」を祀る「雪祭」が行われる。冬季にはかなり雪深くなり山はよく吹雪く。

## 作品概要
物語は幼少期、中等期、高等期から構成され、冬期休暇の２週間の帰省先の上山での出来事がメインとなる。各章の幕間では、主人公が現在暮らしている都会の様子がかいつまんで語られる。

## 登場人物

### メインキャラクター
- 平山 修二（ひらやま しゅうじ）

主人公。危難失踪により幼くして両親を亡くし東京の親戚に引き取られる。
- 平山 深雪（ひらやま みゆき）

声優：安玖深音
両親の死後、突如主人公の前に現れ姉だと名乗る女性。優しく、落ち着いており、修二に対しては過保護気味。
在る理由のため周囲との接点を避け、身元不明といった不明瞭な点がありミステリアスな面が見受けられる。
湯あたりしやすいため風呂が苦手。主人公を「しゅうくん」と呼ぶ。
- 鈴間 紫子（すずま ゆかりこ）

声優：北都南
主人公の友人で、上山の神社の娘。男勝りで幼少の頃ついたあだ名が「上山の鬼娘」。
性格は活動的で負けず嫌い。意外と義理堅い。ある事が切っ掛けで主人公に好意を抱くようになる。
- 平山 成美（ひらやま なるみ）

声優：一色ヒカル
主人公のいとこで、修二の父親の弟にあたる人物の一人娘。
溺愛されて育ったため、わがままで身勝手。主人公を所有物のように扱う。

### サブキャラクター
- 山鹿 友文（やまが ともゆき）

かみのやまの友達。典型的なガキ大将タイプで面倒見はよく、細かいことにはこだわらない性格。
- 高科 道成（たかしな みちなり）

かみのやまの友達。太っちょで常に何か食べている。
見たままのキャラでマイペースだが、世渡り上手で意外にめざとい。
- 吉祥笹 香里（きっしょうざさ かおり

声優：松田理沙
かみのやまの友達の中で唯一年下の後輩で、山鹿のいとこ。人見知りでおとなしい。
しかし数年ぶりの再会時、態度の変化に主人公は呆気にとられる。
- 平山 章二（ひらやま しょうじ）

平山成美の父親で主人公の父親の弟。押しつけられた形で主人公を引き取る。
- 平山 貴世子（ひらやま きよこ）

平山成美の母親。
- 鳥羽（とば）

声優：緒方賢一
片目の老人。かみのやまの習俗・風習に詳しく、町では誰もが知っている長老の様な存在。
主人公の両親とは何かしらの親交があった。
- 鈴間 信一郎（すずま しんいちろう）

鈴間紫子の父親。毎年祭りが行われる神社の社主。
- 蝉丸（せみまる）

声優：花園朱美）
謎の女性。幼い主人公に飴玉をくれた人。

## 制作スタッフ
- プロデュース：村上智右
- 企画原案：田中ロミオ
- シナリオ：日野亘
- 原画：むつきほたる
- サウンドプロデュース：Blueberry＆Yogurt
- 主題歌：Rita「雪催い」